# Swarovski
Swarovski ( [svaˈʀɔfski]) je rakouský výrobce broušeného křišťálového skla. Společnost Swarovski zaměstnává sama nebo prostřednictvím svých dceřiných společností více než 25 000 zaměstnanců ve 40 zemích světa.

## Historie
Historie společnosti Swarovski začala roku 1862 v Jiřetíně pod Bukovou, poblíž Jablonce nad Nisou. Zde se tohoto roku narodil Daniel Swarovski, který se vyučil uměleckým pasířem a na praxi nastoupil do sklářské firmy Bratří Feixů (Gebrüder Feix) v Albrechticích. Zástupci firmy vyslali mladého Daniela Swarovského do Paříže. Dále odešel do Vídně, kde se výrobou bižuterie zabývalo několik mistrů. Swarovski od nich převzal zkušenosti a technické znalosti pro výrobu šperků. Na technické výstavě ve Vídni se Swarovski setkal s Františkem Křižíkem, který tam instaloval elektrické osvětlení. To byla pro Daniela Swarovského inspirace a začal tak vyvíjet stroj na broušení šatonů poháněný elektrickou energií.
V roce 1892 si Swarovski dal patentovat brusičský stroj a začal s vlastní výrobou. Pro získání potřebného kapitálu do výroby vložil finance jeho zákazník z Francie Armand Kosmann. Swarovski přesídlil do rakouského města Wattens, poblíž Innsbrucku, kde si pronajal objekt bývalé továrny. Zde vybudoval vlastní vodní elektrárnu na řece Inn, která byla svým průtokem schopna hnát generátor potřebný pro výrobu elektrické energie.
V roce 1895 Swarovski založil vlastní podnik na výrobu šperků a bižuterie, který se velmi brzo prosadil na trhu, zejména díky výrobě broušených šatonů. Společnost začala vyvážet šperky do Německa, USA a Velké Británie.
V roce 1900 firma koupila pronajatou budovu továrny a vyvíjela úsilí o získání vlastní sklárny, aby byla soběstačná z hlediska dodávek surového skleněného materiálu, který se dovážel z Jablonecka. V roce 1913 se společnost stala soběstačnou i v dodávkách materiálu.

## Současnost
V současné době firmu řídí Manfred Swarovski. Swarovski vyrábí širokou paletu křišťálových komponent SWAROVSKI ELEMENTS (Swarovski components), které slouží mnoha návrhářům šperků a oděvů. Skládají se z nich také křišťálová zvířátka, těžítka a další upomínkové předměty. Jsou používány i jako štras k výzdobě oděvů a různých módních doplňků, ale i mobilních telefonů, notebooků (laptopů), užitkových výrobků ze skla (pohárů, sklenic), symbolů značek (např. výrobců automobilů jako Mercedes, BMW, VW, Audi a dalších). Většina výrobců tohoto originálního designu na českém trhu funguje na principu zakázkové výroby, realizované ručně.